# Metropolitan Santiago Convention & Event Center
Metropolitan Santiago Convention & Event Center (o simplemente Santiago Metropolitan), hasta 2022 conocido como Casapiedra, es un centro de convenciones y eventos ubicado en la comuna de Vitacura en la ciudad de Santiago, Chile. Es lugar frecuente de importantes reuniones empresariales y políticas, además de ser anfitrión de importantes ferias temáticas durante cada año. Su nombre original recordaba a las casas de piedra que fueron muy comunes en esta zona en el período agroalfarero.
El centro, perteneciente a la Municipalidad de Vitacura, fue administrado desde su inauguración en marzo de 1994 por Cheffco S.A., empresa ligada a la familia Edwards, concesión que obtuvo en 1992. 
En mayo de 2022, y luego de una nueva licitación del centro, la familia Edwards perdió la concesión del mismo, pasando a ser administrado por la empresa francesa GL Events (fundada en 1978 por Oliver Ginon) por un plazo de 40 años e inversiones en el sector por 168 000 unidades de fomento, además de aportar para el ensanchamiento de la avenida Costanera Sur. GL Events cotiza en la Bolsa de París desde fines de los años 1990; en Chile administra la firma de carpas y edificios modulares Tarpulin y la Feria Internacional de Santiago a realizarte en noviembre de 2022, además de 53 recintos en 26 países. Esta concesión pública es la primera de su tipo adquirida por GL Events en Chile.
El 27 de junio de 2022, se hizo efectivo el cambio de nombre de Casapiedra a Metropolitan Santiago. Mediante sus redes sociales, los administradores de la marca Casapiedra anunciaron que seguirían explotando la marca en una nueva ubicación.

## Eventos
- Cumbres políticas internacionales:
  - APEC Ceo Summit 2004
  - VI Cumbre Iberoamericana
  - Cumbre de Ministros APEC
  - Foro Económico Mundial de Latinoamérica 2007
- Congresos internacionales:
  - Congreso Mundial de Psicoanálisis
  - Congreso Mundial de Medicina Nuclear
  - Congreso de la CISAC
  - XXV Congreso Panamericano de Oftalmología PAAO 2005
- Exposiciones:
  - Travelmart Latin America
  - ExpoGourmand
  - Canadá Expo
  - ExpoEspaña
- Congresos nacionales:
  - Enade
  - Congreso Chileno de Marketing
- Eventos misceláneos
  - Debate presidencial 2005
  - Conciertos varios: Toto, Level 42, Dionne Warwick, entre otros.